# رايخ-روندفونك جيسلشافت
رايخ-روندفونك جيسلشافت (RRG) ( Reich Broadcasting Corporation )  شبكة وطنية لشركات البث الإذاعي والتلفزيوني الإقليمية العامة الألمانية العاملة من 1925 حتى 1945. كانت عمليات البث مستحقة القبض في جميع أنحاء البلاد واستخدمت على نطاق واسع للدعاية النازية بعد عام 1933.
يتم الاحتفاظ بالتسجيلات التاريخية للبث اليومي من قبل أرشيف البث الألماني. 
في سياق Gleichschaltung العملية بعد Machtergreifung في عام 1933 RRG تم تأميمها من قبل النازية الحكومة وكان يستخدم على نطاق واسع من قبل وزارة للتنوير العام والدعاية تحت جوزيف غوبلز إملاء البرامج الإذاعية. في 30 كانون الثاني / يناير 1933 ، في حين أن وزير الداخلية فيلهلم فريك القسري البث المباشر المشعل المسيرات، RRG رئيس هانز Bredow استقال من منصبه وحل محله يوجين Hadamovsky. العديد من المديرين السابقين اعتقل وسجن. اعتبارا من 1 نيسان / أبريل 1934 الإقليمية شركات البث تم دمج Reichssender.

## التاريخ
تأسست الشركة في برلين في 15 مايو 1925 برأس مال مبدئي قدره 100000 رايخ مارك  كمؤسسة مظلة  من قبل تسع جهات بث إقليمية - وهذا يعني أن جميع محطات الإذاعة الألمانية غير Deutsche Stunde في بايرن  - خدمة مختلف ولايات جمهورية فايمار.  من عام 1926، كانت حصة دويتشه رايشبوست المملوكة للدولة، والتي يمثلها المهندس RF ومسؤول Reichspostministerium، هانز بريدو، رئيسًا لمجلس إدارة شركة Reichs-Rundfunk-Kommissar.
تم تصميم شعارها من قبل المصمم الألماني أوتو فيرلي.
كانت الرسوم السمعية البصرية لاستقبال البث الإذاعي مقابل رسم شهري قدره 2 رايخ مارك.  في عام 1932، كان هناك أربعة ملايين مستخدم راديو مسجل  ( 06:32 ) مما يعطي الشركة إيرادات قدرها أربعة ملايين رايخ مارك

## مقر

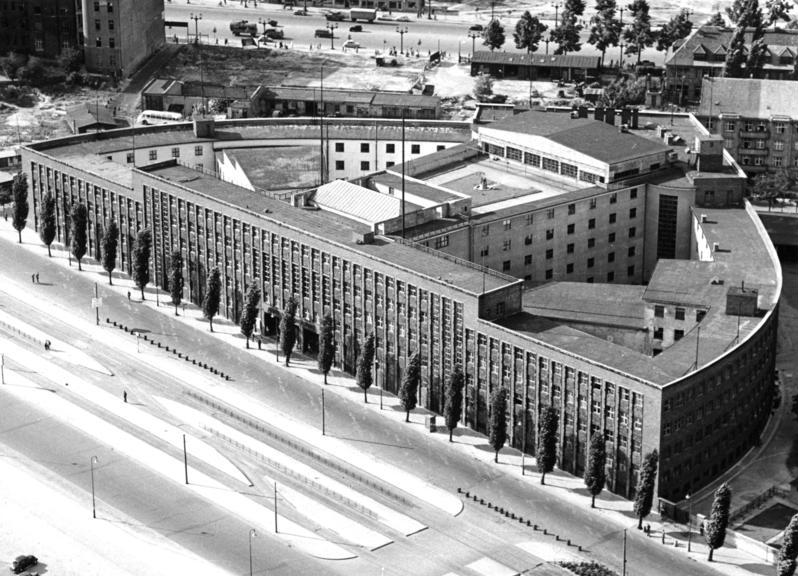
Haus des Rundfunks في برلين

في 22 يناير 1931، تم افتتاح Haus des Rundfunks ("House of Broadcasting")، في Masurenallee في برلين - Westend، كمقعد رسمي لـ Reichs-Rundfunk-Gesellschaft. تم تصميمه في عام 1929 من قبل المهندس المعماري Hans Poelzig (1869-1936) ، وهو أول مركز إذاعي قائم بذاته في العالم ويضم قاعة حفلات كبيرة.
يضم المبنى ذو الشكل الثلاثي محطة البث الألمانية Deutsche Welle GmbH، ومن عام 1935 إلى أن تم نقلها عام 1937، كانت محطة تلفزيون Fernsehsender Paul Nipkow.

## تأميم

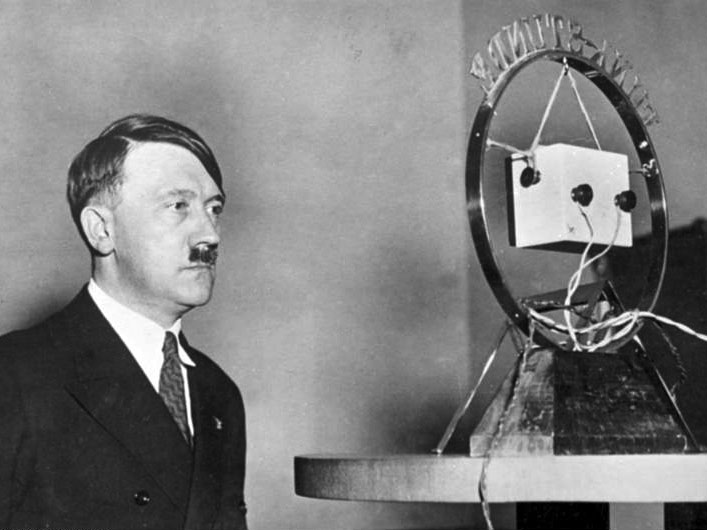
أدولف هتلر يلقي خطابه للأمة في ميكروفون فونك ستوند، بعد تعيينه في منصب مستشار الرايخ في عام 1933

في صيف عام 1932، بدأت الحكومة الألمانية بقيادة المستشارة فرانز فون بابين في السيطرة على شركات البث التابعة لـ RRG، وتم الوصول إلى السيطرة الكاملة على الشركة في عام 1934.   كما أصبحت هيئات البث الإقليمية معتمدة على RRG لتصبح فروعًا محلية.  كان على مجلس الإدارة قبول ممثل، أشرف على البرمجة،  بتفويض من وزير الداخلية، فيلهلم فون جايل. 
خلال عملية جلايش شالتونج بعد وصول هتلر للسلطة في عام 1933، تم تأميم RRG من قبل الحكومة النازية واستخدمت على نطاق واسع من قبل وزارة التنوير والدعاية العامة تحت جوزيف غوبلز  لإملاء البرامج الإذاعية.  في 30 يناير 1933، بينما فرض وزير الداخلية الجديد فيلهلم فريك البث المباشر لمسيرات المشعل، استقال رئيس RRG هانز بريدو وحل محله يوجين هاداموفسكي. تم القبض على العديد من المديرين السابقين وسجنهم. اعتبارًا من 1 أبريل 1934، تم تأسيس شركات البث الإقليمية باسم Reichssender.